# Aleksiej Kosygin
Aleksiej Nikołajewicz Kosygin (ros. Алексей Николаевич Косыгин, ur. 8 lutego?/21 lutego 1904 w Petersburgu, zm. 18 grudnia 1980 w Moskwie) – radziecki polityk i działacz komunistyczny.
W latach 1940–1946 był wiceprzewodniczącym Rady Komisarzy Ludowych ZSRR, a od roku 1943 jednocześnie przewodniczącym Rady Komisarzy Ludowych RFSRR. Od roku 1942, w oblężonym Leningradzie, pełnił funkcję pełnomocnika Komitetu Obrony Państwa. Od 1946 był członkiem Biura Politycznego KC WKP(b), a w okresie 1952–1960 należał do Prezydium KC KPZR. W latach 1946–1964 pełnił funkcję ministra kilku resortów, w tym ministra finansów; jednocześnie był przewodniczącym Państwowego Komitetu Planowania. W latach 1960–1964 był wicepremierem, a następnie po wewnątrzpartyjnym zamachu stanu i obaleniu N.S. Chruszczowa objął funkcję premiera ZSRR, którą pełnił prawie do końca życia (przeszedł na emeryturę w październiku 1980, dwa miesiące przed śmiercią).

## Życiorys

### Działalność przed objęciem urzędu premiera

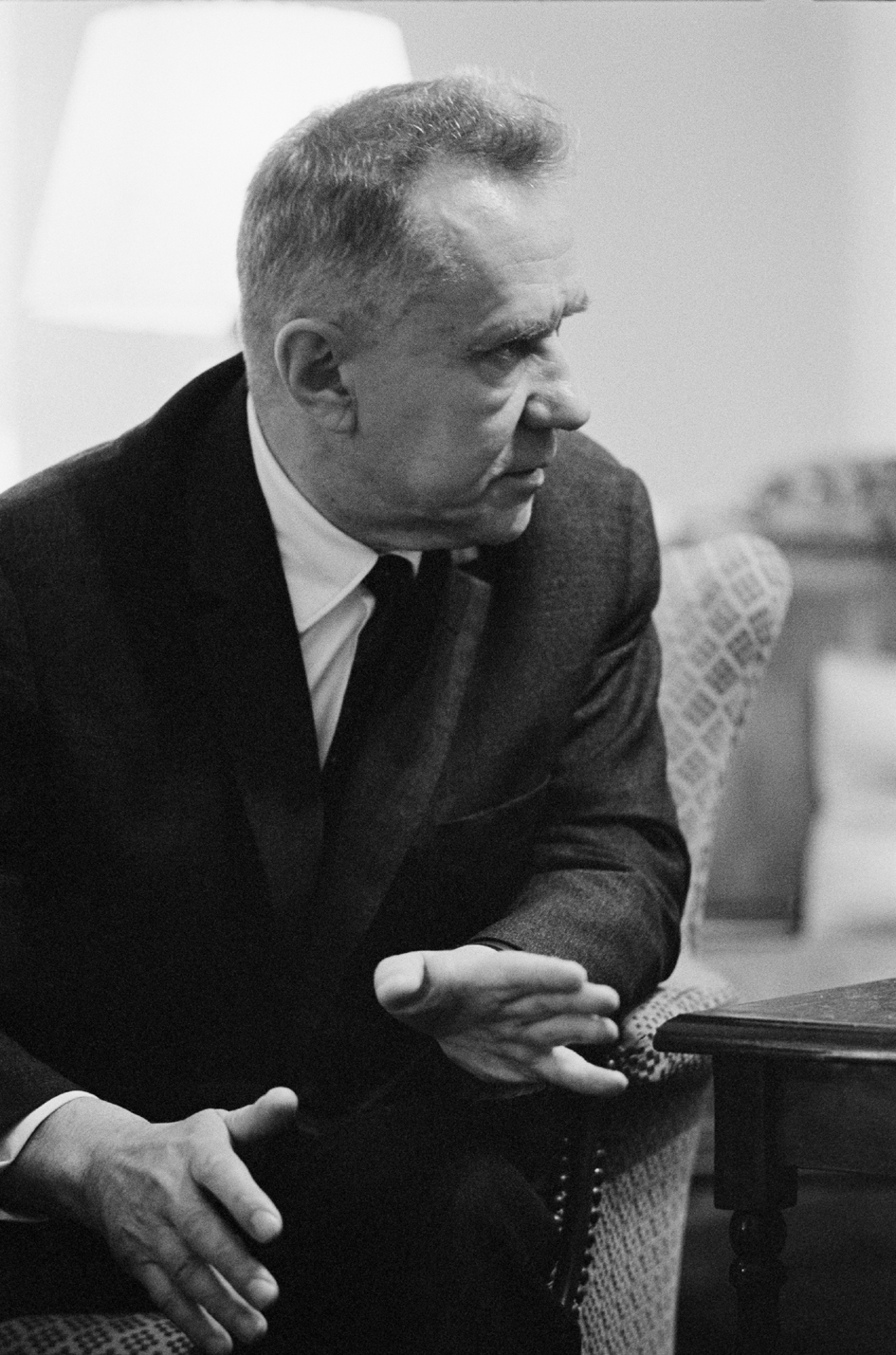
Kosygin w trakcie rozmów dyplomatycznych z Amerykanami

Urodził się w Sankt Petersburgu w Rosji w robotniczej rodzinie. Jego ojcem był Nikołaj Ilijcz, a matką Matrona Aleksandrowna. Został ochrzczony w Kościele prawosławnym miesiąc po narodzinach w dniu 7 marca. W trakcie rosyjskiej wojny domowej został wcielony do Armii Czerwonej. Po demobilizacji w 1921 roku, ukończył Leningradzkie Technikum Spółdzielcze, po którego ukończeniu znalazł pracę w firmie spółdzielczej na terenie Nowosybirska na Syberii. W późniejszym czasie był dumny z pracy w spółdzielni cytując slogan Włodzimierza Lenina – Współpraca drogą do socjalizmu. Kosygin przepracował tam sześć lat. W 1927 roku został członkiem Wszechzwiązkowej Komunistycznej Partii (bolszewików), a w 1930 roku powrócił do rodzinnego miasta (po rewolucji przemianowanego na Leningrad). W 1930 roku rozpoczął studia na Instytucie Włókiennictwa, które ukończył w 1935 roku. Po odbyciu studiów został zatrudniony jako dyrektor w branży włókienniczej. Trzy lata później wybrany został na przewodniczącego Komitetu Wykonawczego Leningradzkiej Egzekutywy Rady Delegatów Ludzi Pracy przy lokalnej partii komunistycznej. W kolejnym roku został mianowany Ludowym Komisarzem przemysłu włókienniczego i zasiadł w Komitecie Centralnym partii. W 1940 roku został Wiceprzewodniczącym Rady Komisarzy Ludowych, a w 1943 roku został powołany na Przewodniczącego Rady Komisarzy Ludowych Rosyjskiej FSRR. W trakcie II wojny światowej pracował w Państwowym Komitecie Obrony ZSRR i był wiceprzewodniczącym Rady ds. Ewakuacji, której zadaniem była ewakuacja instalacji przemysłowych z miejsc, które miały zostać wkrótce opanowane przez III Rzeszę. W trakcie blokady Leningradu organizował tworzenie dróg dostaw i rurociągu na dnie jeziora Ładoga.
Od 1946 do 1949 roku był kandydatem na członka Biura Politycznego. Pełnoprawne członkostwo w Politbiurze otrzymał pod koniec rządów Józefa Stalina, utracił je jednak w 1952 roku. W 1948 roku był przez krótki czas ministrem finansów, a od 1949 do 1953 roku ministrem przemysłu lekkiego. Jego skuteczne umiejętności administracyjne doprowadziły do dostrzeżenia go przez Stalina, pomimo to jako członek Biura Politycznego posiadał jak na radzieckie standardy dość skromną pensję. Szybka kariera Kosygina uczyniła go niepopularnym pośród niektórych przywódców kraju. Spowodowało to strach Kosygina i jego najbliższej rodziny przed możliwym aresztowaniem w ostatnich latach trwania w ZSRR stalinizmu. Los Kosygina był też zagrożony w trakcie walki wewnątrzpartyjnej po śmierci Stalina. Mimo narastającej podejrzliwości udało mu się przetrwać okres walk frakcyjnych, utrzymując przy tym wysoką pozycję w KPZR. W 1953 roku po śmierci dyktatora został na krótko zdymisjonowany, jednak jako sojusznik Nikity Chruszczowa powrócił do łask.
W 1957 roku został urzędnikiem Państwowej Komisji Planowania i kandydatem na członka Biura Politycznego. Następnie awansował na przewodniczącego Państwowego Komitetu Planowania i w 1960 roku został wicepremierem. Jako wicepremier wiele podróżował za granicę, uczestnicząc w misjach handlowych do, między innymi, Indii, Argentyny, Korei Północnej i Włoch. W trakcie kryzysu kubańskiego był rzecznikiem poprawy stosunków między ZSRR a Stanami Zjednoczonymi. Na 22. Zjeździe KPZR w 1961 roku odzyskał swoją dawną funkcję w Biurze Politycznym.

### Jako premier

#### Stosunki z Breżniewem i próby reform

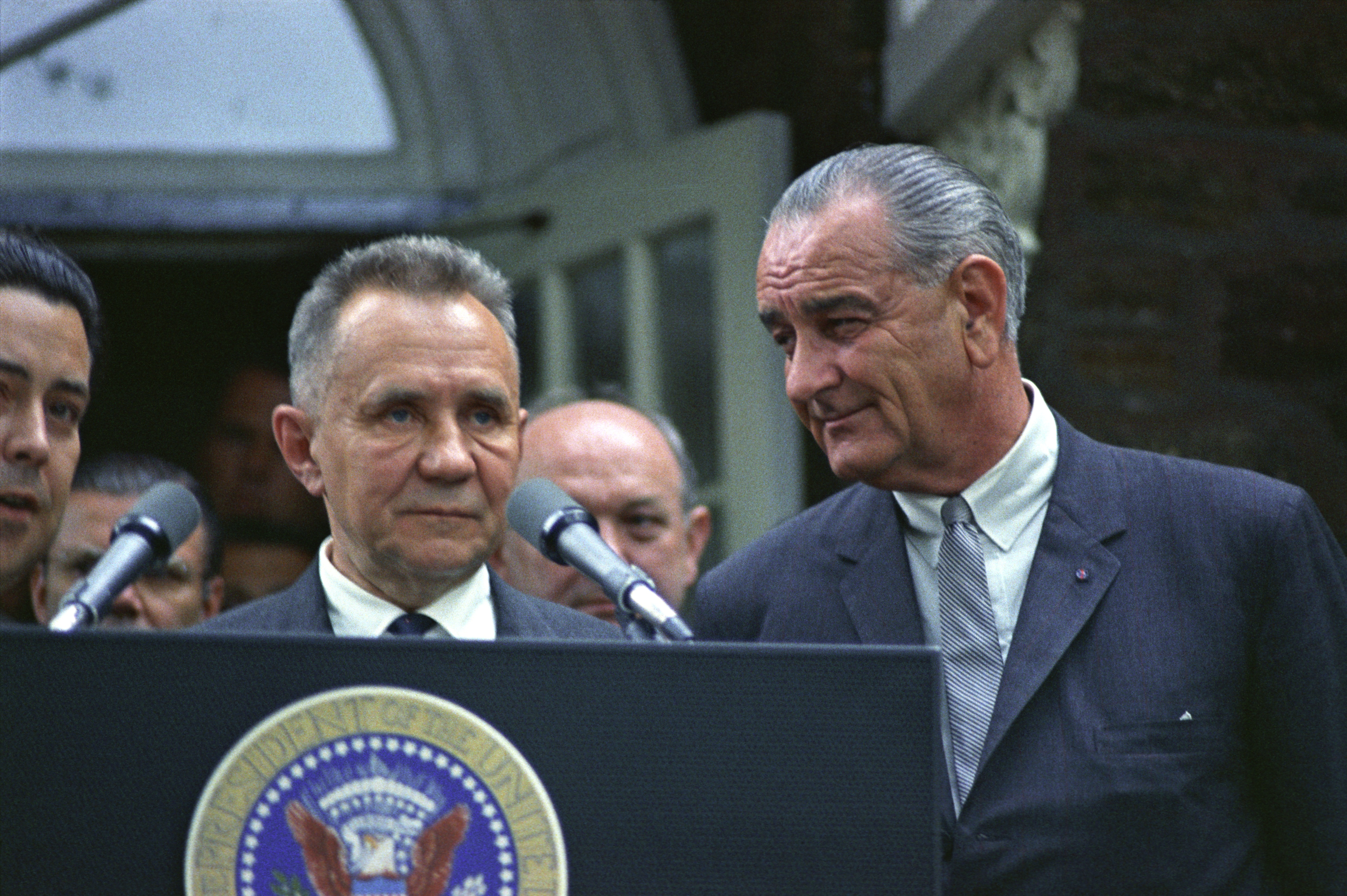
Kosygin i prezydent Lyndon B. Johnson w 1967 roku

Gdy Chruszczow został zdymisjonowany w październiku 1964 roku, Kosygin zastąpił Chruszczowa na stanowisku premiera, co zapoczątkowało jego przywództwo w ZSRR, które obejmował wraz z Leonidem Breżniewem (sekretarz generalny partii) i Anastasem Mikojanem, a następnie Nikołajem Podgornym jako przewodniczącym Prezydium Rady Najwyższej ZSRR. Nowe przywództwo miało bardziej konserwatywny charakter aniżeli rząd Chruszczowa. Kosygin wraz z Podgornym i Andriejem Kirilenko stanowili niemniej jednak najbardziej liberalne skrzydło. W październiku 1964 roku, podczas uroczystości ku czci radzieckich kosmonautów, Breżniew wezwał do wzmocnienia aparatu partyjnego. Wystąpienie było początkiem wielkiej kampanii skierowanej przeciwko Kosyginowi. Kilka gazet w tym „Prawda” i „Kommunist” skrytykowało pracę Rady Ministrów i oskarżyło o ten stan rzeczy Kosygina. Szczególnej krytyce zwolennicy Breżniewa, a zwłaszcza Konstantin Czernienko, poddali politykę Kosygina, która doprowadziła do wytwarzania większej ilości dóbr konsumpcyjnych kosztem wydatków na obronę i rolnictwa. Kosygin został osłabiony zwłaszcza po 23. Zjeździe Partii, na którym spore grono polityków oskarżyło go o budowę gospodarki przypominającej kapitalizm. Dalsze rządy Kosygina i jego pozycje w rywalizacji z Breżniewem osłabiły wydarzenia takie jak konflikt nad Ussuri i operacja Dunaj, w trakcie których zajmował on umiarkowane i niechętne konfrontacji stanowisko, narażając się na coraz większą krytykę ze strony twardogłowych komunistów. Był zwolennikiem rozmów z Amerykanami, doprowadzając do rozmów o Strategic Arms Limitation Treaty, czyli Układzie o Ograniczeniu Zbrojeń Strategicznych. Do lat 70. nie udało mu się zreformować gospodarki i w rezultacie został zmuszony do powrotu do tradycyjnego prowadzenia gospodarki planowanej rozpoczynając w 1971 roku dziewiąty plan pięcioletni.

#### Polityka zagraniczna

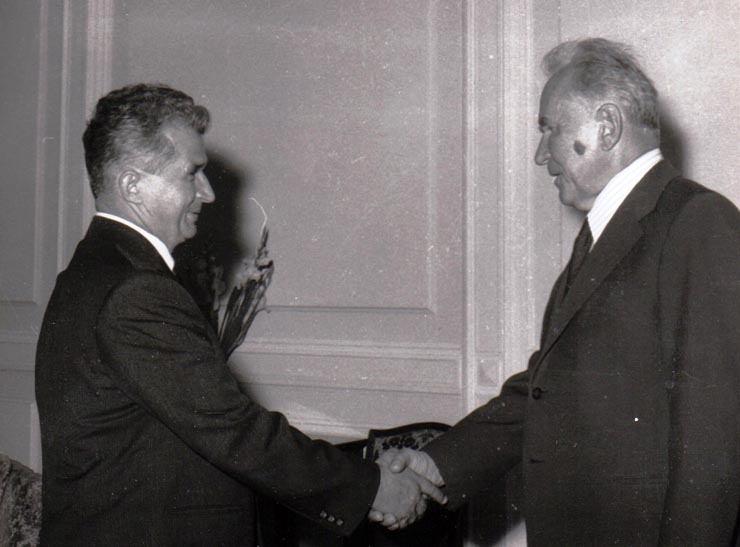
Kosygin i Nicolae Ceaușescu (Rumunia)

Na początku swojej kadencji Kosygin zakwestionował prawo Breżniewa jako sekretarza generalnego do reprezentowania kraju za granicą. Kosygin uważał, że funkcja ta powinna wpaść w ręce szefa rządu, co było powszechne w krajach spoza obozu komunistycznego. Polityka ta, choć okazała się krótkotrwała (a rolę głównych graczy w polityce zagranicznej przejęli Breżniew i Andriej Gromyko), poskutkowała tym, że Henry Kissinger uznał Kosygina za rzeczywistego przywódcę Związku Radzieckiego. Kosygin pomimo prób liberalnych reform i pomimo tego, że był inicjatorem rozmów z Zachodem w latach 60., był postrzegany w świecie zachodnim za polityka twardogłowego.
Kosygin w trakcie wojny sześciodniowej został zaproszony do otworzenia rozmów radziecko-amerykańskich przez prezydenta Lyndona B. Johnsona. Rozmowy odbyły się w Glassboro i towarzyszyła im przyjazna atmosfera. Relacje między dwoma krajami uległy dalszej poprawie po 1970 roku, gdy podpisano traktat moskiewski regulujący relacje między ZSRR (reprezentowanym przez Kosygina i Gromyko) a RFN.
Wykazywał zainteresowanie relacjami z państwami Bliskiego Wschodu. W 1971 roku podpisał traktat o przyjaźni i współpracy z baasistowskim rządem Iraku, kontynuując tym samym etap przyjaźni między oboma narodami zapoczątkowany w okresie rządów Abd al-Karim Kasima. W trakcie oficjalnej wizyty delegacji afgańskiej w ZSRR Kosygin i Andriej Kirilenko skrytykowali tamtejszego przywódcę Nur Mohammad Tarakiego i Hafizullaha Amina, określając ich jako stalinowców stosujących represyjne metody rządów i walki wewnątrzpartyjnej. Mimo to polityk zgodził się na udzielenie Afganistanowi pomocy gospodarczej i wojskowej, odrzucając przy tym możliwość ewentualnej interwencji radzieckiej, argumentując to troską o utrzymanie bliższych relacji z Zachodem, a w szczególności z RFN-em. Opinia Kosygina pozostała jednak bez żadnego znaczenia, gdy później Biuro Polityczne KPZR jednomyślnie poparło interwencję wojskową.
W 1966 roku wziął udział w rozmowach między Indiami a Pakistanem jako pośrednik, doprowadzając do podpisania deklaracji z Taszkentu. Z czasem radziecki polityk stał się na arenie międzynarodowej głównym rzecznikiem w kwestii kontroli zbrojeń.
Popierał reformy gospodarcze prowadzone na Węgrzech przez rząd Jánosa Kádára oraz jego pozycję jako lidera tamtejszej republiki ludowej. Kosygin poparł odsunięcie Władysława Gomułki od władzy w Polsce i zastąpienie go przez Edwarda Gierka, który przeprowadził liberalne reformy gospodarcze w kádárowskim stylu otwierając swój kraj na kontakty ekonomiczne z Zachodem. Kosygin popierał liberalizacje ekonomiczne w krajach bloku wschodniego i otwieranie się na kontakty z Zachodem, licząc na to, że zmniejszy to skalę programu dotacji ZSRR dla państw bloku. Bardziej zróżnicowane stanowisko wykazał względem Czechosłowacji – początkowo popierał reformy w tym kraju i opowiedział się przeciwko ewentualnej interwencji mając na uwadze efekty stłumienia powstania węgierskiego z 1956 roku. Następnie zrewidował swoje stanowisko, uznając, że w przypadku Czechosłowacji zmiany poszły za daleko, a kluczem dla liberalizacji systemu Czechosłowacji powinna być reforma gospodarcza w stylu wprowadzonego przez niego radzieckiego programu gospodarczego z 1965 roku.

Kosygin i prezydent Iraku Ahmad Hasan al-Bakr, rok 1972

Przez długi czas nie chciał uznać nieodwołalności rozłamu chińsko-radzieckiego. W 1969 roku odwiedził Pekin w trakcie wzrostu napięcia w relacjach między mocarstwami. Poglądy zmienił, gdy Chiny według niego rozpoczęły próbę rozszerzania swoich wpływów na obszar Wietnamu i innych państw Azji.

#### Polityka gospodarcza

##### Pięciolatki
Wprowadzona w okresie Kosygina ósma pięciolatka (1966–1970) uważana jest za jedne z najbardziej udanych lat dla radzieckiej gospodarki i za najbardziej skuteczną pięciolatkę pod względem produkcji dóbr konsumpcyjnych. Dziewiąty plan pięcioletni (1971–1975), uchwalony na 23. Kongresie KPZR, został z inicjatywy Breżniewa przesunięty w bardziej ortodoksyjną stronę i był w realizacji dalszy od ósmej pięciolatki. Kosygin obiecał, że jako premier doprowadzi do zwiększenia produkcji żywności, odzieży i artykułów gospodarstwa domowego nawet do 50 procent. Plan przewidywał ogromny wzrost standardu życia przeciętnego obywatela i zwiększenie o 40 procent dochodów pieniężnych społeczeństwa. Dziesiąty plan pięcioletni (1976–1981) został w stosunku do poprzedników drastycznie zreformowany przez Breżniewa, który ograniczył postulowany przez Kosygina wzrost produkcji dóbr konsumpcyjnych. W rezultacie całkowita ilość towarów konsumpcyjnych w produkcji przemysłowej wynosiła tylko 26 procent. Kosygin był rozwścieczony polityką gospodarczą narzuconą przez twardogłowych przywódców, a zwiększenie wydatków na obronę narodową określił mianem polityki, która doprowadzi do kompletnej ruiny Związku Radzieckiego. Plan był mniej ambitny niż poprzednie, a wzrost przemysłowy był mniejszy niż zakładano, co pozostawiło gospodarkę ZSRR w tyle za Zachodem.

##### Reforma Kosygina
Kosygin wzorcem Chruszczowa próbował zreformować gospodarkę nakazową. W 1965 Kosygin rozpoczął szereg modernizacji gospodarczych powszechnie określanych jako „reforma Kosygina”. Kosygin, który uważał, że zachodnia gospodarka wiedzie prym nad radziecką, starał się uczynić radziecki przemysł wydajniejszym, przyjmując pewne elementy wolnego rynku i decentralizacji. Próbował zwiększać produkcję, uwalniając kolejne gałęzie gospodarki od scentralizowanej biurokracji państwowej. Część tych reform została zaproponowana przez Chruszczowa w 1964 roku, a niektóre były wcześniej postulowane przez ekonomistę Ewseja Libermana. Breżniew pozwolił na liberalne reformy ze względu na mający wówczas miejsce niski poziom wzrostu gospodarczego. W fazie testowej reforma została zastosowana w 336 przedsiębiorstwach przemysłu lekkiego.
Reforma Kosygina okazała się sukcesem. Wynagrodzenia obywateli wzrosły prawie 2,5 raza. Płaca realna w 1970 roku wynosiła 232,7 rubla w porównaniu do 166,3 rubla przed reformą z 1965. Konsumpcja dóbr, produkcja samochodów i sprzętu AGD również znacznie wzrosła. Z czasem wrogość wobec reform wzrosła. Kosygin stracił większość przywilejów, które posiadał przed reformą, jednak Breżniew nigdy nie był w stanie usunąć go z urzędu premiera.
Pozbawiony rzeczywistego wpływu na kształt gospodarki skupił się na tworzeniu programów mających na celu zwiększenie intensyfikacji produkcji i bezpieczeństwa żywnościowego. Polityk zainicjował jeszcze mniej znaczącą reformę gospodarczą z 1973 roku. Jego intencją było osłabienie centralnych ministerstw i nadanie władzom regionalnym i republikańskim większej kontroli nad gospodarką. Reforma okazała się klapą przez obojętność Breżniewa i innych przywódców. Udało się jedynie utworzenie organizacji reprezentującej interesy różnych przedsiębiorstw. Ostatnią próbą zreformowania gospodarki była reforma 1979 roku, która nie została wprowadzona w życie ze względu na rezygnację Kosygina z urzędu rok później i konserwatywne nastawienie wobec gospodarki następcy Kosygina, Nikołaja Tichonowa.

### Ostatni etap życia
Dalsza konsolidacja władzy przez Breżniewa w latach 70. poprzez nałożenie premierowi zwierzchnictwa Prezydium Rady Najwyższej ZSRR doprowadziła do tego, że Kosygin musiał wszystkie decyzje rządu omawiać z Breżniewem. Ten z kolei, wspierany przez frakcję twardogłową, dążył do zatrzymania reform. Premier w tym czasie podupadł na zdrowiu. Został hospitalizowany w październiku 1980 roku i w czasie pobytu w szpitalu złożył rezygnację ze sprawowanego urzędu. Zmarł samotnie w dniu 18 grudnia 1980 roku. Został pochowany na placu Czerwonym w Moskwie. Pośmiertnie został uhonorowany mową pogrzebową przez dotychczasowych rywali politycznych, w tym Breżniewa. Ze względu na próby reform i duże poparcie społeczne, o Kosyginie w pozytywny sposób wypowiadali się także radzieccy dysydenci, w tym Andriej Sacharow.

## Odznaczenia
- Medal Sierp i Młot Bohatera Pracy Socjalistycznej (dwukrotnie, 20 lutego 1964 i 20 lutego 1974)[39]
- Order Lenina (sześciokrotnie – 7 kwietnia 1939, 22 lutego 1944, 20 lutego 1954, 20 lutego 1964, 20 lutego 1974 i 2 grudnia 1974)
- Order Rewolucji Październikowej (20 lutego 1979)
- Order Czerwonego Sztandaru (7 marca 1943)
- Order Klementa Gottwalda (Czechosłowacja, 1979)
- Order Białego Lwa I klasy (Czechosłowacja, 1970)
- Krzyż Wielki Orderu Słońca Peru (Peru, 1970)

I medale.